# Bogusław Leon Ilbut Błuś
Bogusław Leon Ilbut Błuś z Olechna herbu Kościesza – krajczy oszmiański w latach 1701-1739, krajczy żmudzki już w 1694 roku.
Poseł na sejm 1701 roku i sejm z limity 1701-1702 roku z powiatu oszmiańskiego.